# Me (kana)
め în hiragana sau メ în katakana, (romanizat ca me) este un kana în limba japoneză care reprezintă o moră. Caracterele hiragana și katakana sunt scrise fiecare cu două linii. Kana め și メ reprezintă sunetul pronunție în japoneză [me].
Originea caracterelor め și メ este caracterul kanji 女.

## Forme
| Formă                                   | Rōmaji     | Hiragana                   | Katakana                   |
| --------------------------------------- | ---------- | -------------------------- | -------------------------- |
| Fără semne diacritice: m- (ま行 ma-gyō) | me         | め                         | メ                         |
| Fără semne diacritice: m- (ま行 ma-gyō) | mei mee mē | めい, めぃ めえ, めぇ めー | メイ, メィ メエ, メェ メー |

## Ordinea corectă de scriere
|                                      |
| Ordinea corectă de scriere pentru め |

|                                      |
| Ordinea corectă de scriere pentru メ |

## Alte metode de scriere
- Braille:

| ・・ |

- Codul Morse: －・・・－